# Музей истории польских евреев Полин

Музей истории польских евреев По́лин (пол. Muzeum Historii Żydów Polskich Polin) — крупный музей в Польше, посвящённый истории еврейской общины этой страны. Музей открыт в 2013 году. Расположен в столице Польши, Варшаве, на территории бывшего Варшавского гетто.

## Название
Слово полин на современном иврите означает «Польша», ивр. פה לין‎ также означает «спи здесь», что соотносится с легендой о прибытии в эту страну первых евреев.

## История музея

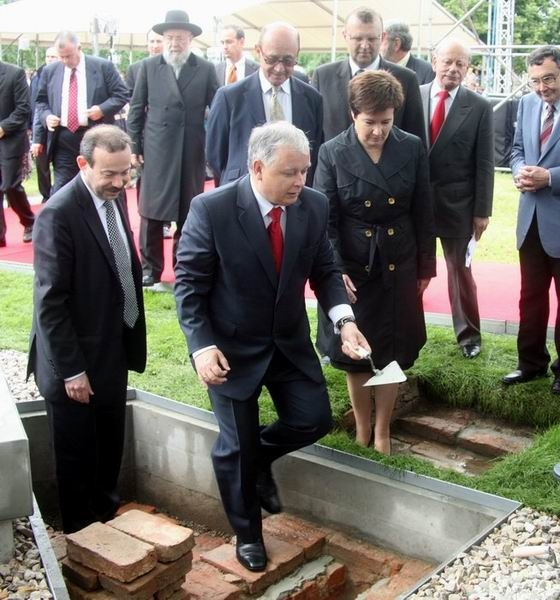
Президент Польши Лех Качиньский на церемонии закладки первого камня здания музея, 26 июня 2007

Первый камень в фундамент музея был заложен в 2007 году, открытие состоялось 19 апреля 2013 в 70-ю годовщину восстания в Варшавском гетто. Основная экспозиция стала доступна для посетителей в октябре 2014. Музей имеет большую интерактивную коллекцию экспонатов, посвящённую тысячелетней истории евреев Польши, вплоть до Холокоста. Здание из стекла, бетона и меди в стиле постмодерн было спроектировано финскими архитекторами Райнером Махламёки (en:Rainer Mahlamäki) и Ильмари Ландельма.
Идея создания в Варшаве большого музея, посвящённого истории еврейской общины, появилась в 1995 году в сообществе Еврейского исторического института в Польше.
17 июня 2009 музей запустил портал «Виртуальный штетл» о еврейской жизни в Польше до и после Холокоста.

## Основная экспозиция

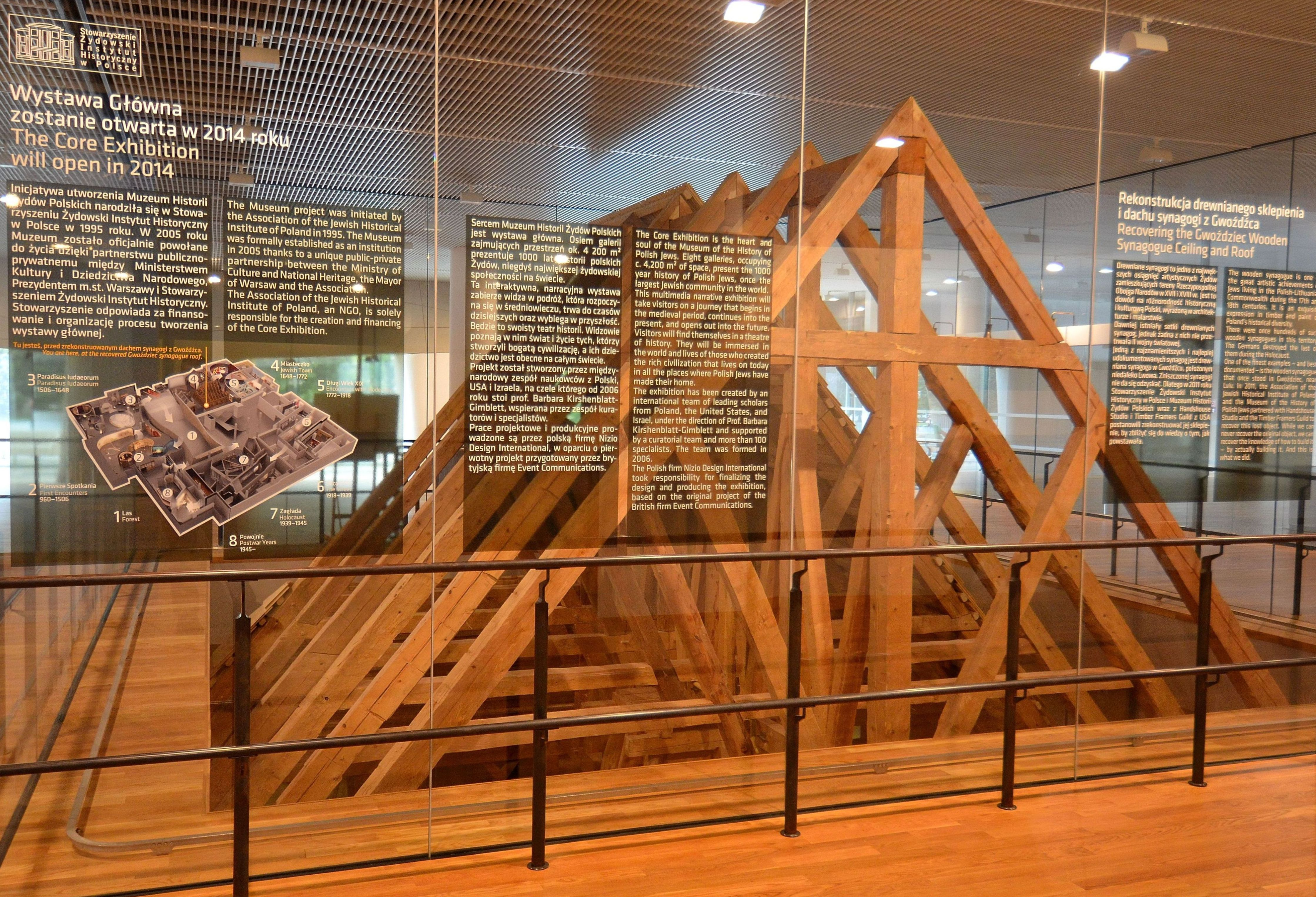
Реконструкция крыши Гвоздецкой синагоги

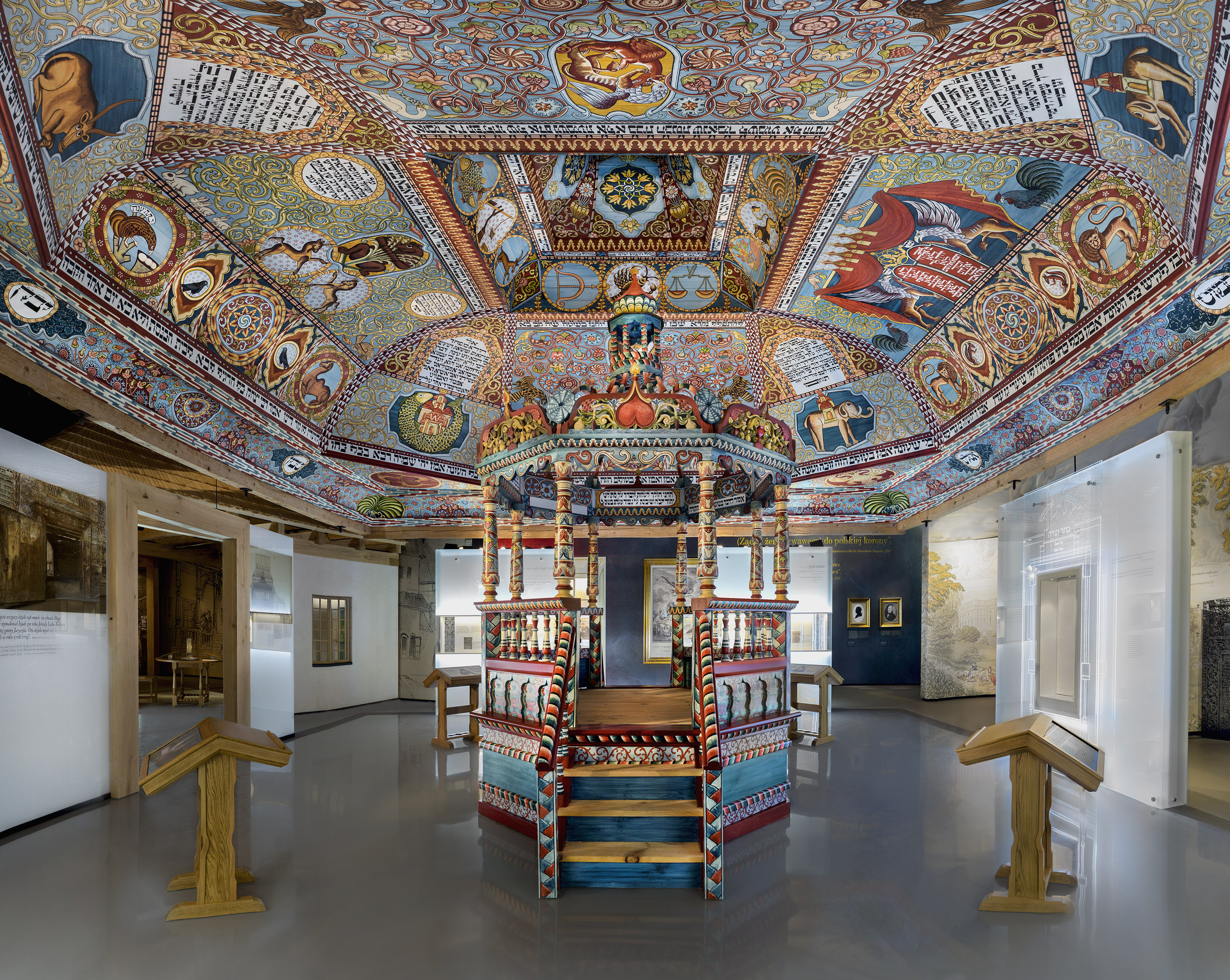
Реконструированные свод и бима Гвоздецкой синагоги в музее Полин

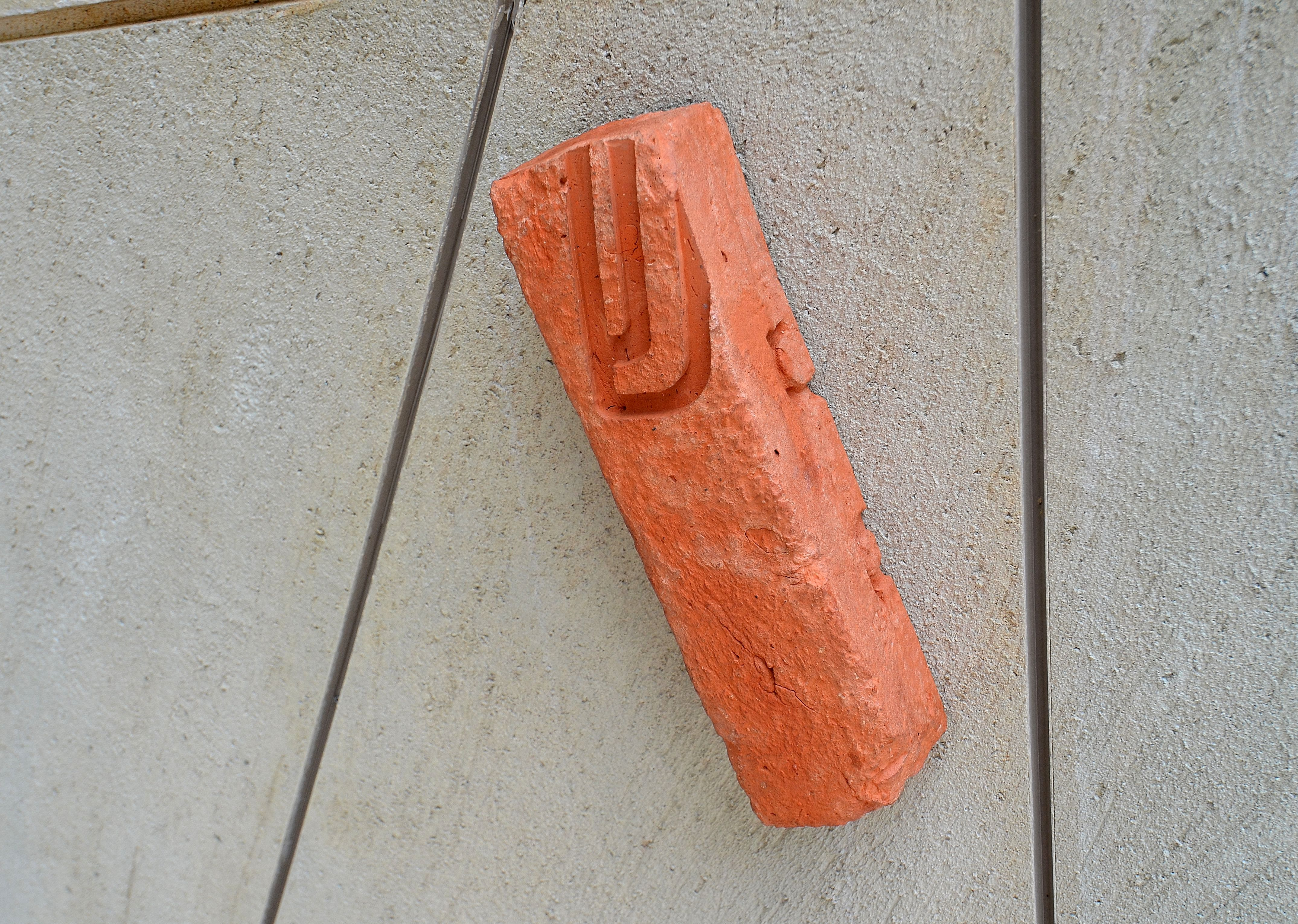
Мезуза

Основная экспозиция занимает площадь 4000 м². Она состоит из восьми галерей, посвященных тысячелетней истории еврейской общины Польши — одной из крупнейших в мире — которая была практически полностью уничтожена во время Холокоста. В экспозиции представлены интерактивные экспонаты, панно, изображения и озвученные истории, изготовленные более чем 120 кураторами. Отдельными экспонатами являются реконструкция крыши и потолка Гвоздецкой синагоги XVII века. В музее имеются следующие галереи:
- Лес — галерея посвящена появлению в Польше первых евреев, покинувших страны Западной Европы из-за преследований.
- Первые контакты (Средние века) — Эта галерея посвящена первым еврейским поселенцам в Польше. Посетители встречают Ибрагима ибн Якуба, еврейского дипломата из Кордовы, автора знаменитых заметок о своём путешествии по Европе. Один из экспонатов — первое предложение, написанное на идише в молитвеннике 1272 года.

- Paradisus Iudaeorum (то есть Еврейский Рай, XV—XVI века) — галерея показывает, как были организованы еврейские сообщества и какую роль они играли в экономике. Имеется интерактивная модель Кракова и еврейского Казимира. Посетители узнают, что религиозная терпимость в Польше того времени сделала страну «еврейским раем». Этот золотой век был прерван восстанием Хмельницкого, которое символизирует пламя, указывающее путь в соседнюю галерею.
- Еврейский городок (или местечко, XVII—XVII века) — галерея рассказывает об истории евреев вплоть до раздела Польши. Реконструирован пограничный город, где они составляли значительную часть населения.

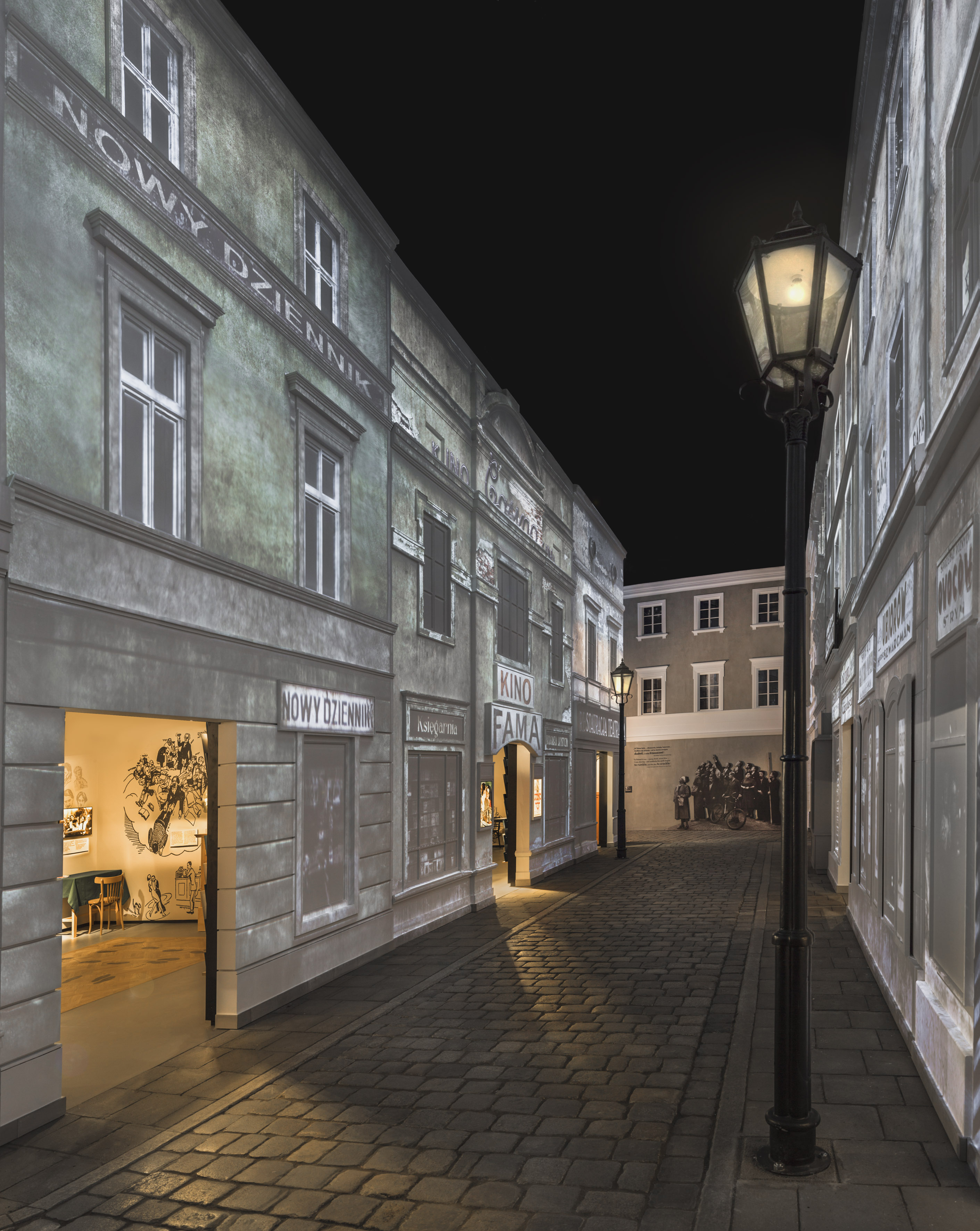
Галерея «На еврейской улице»

- Столкновение с новым (XIX век) — галерея языком экспонатов рассказывает о времени после разделов Польши между Австрией, Пруссией и Россией. Польское общество и еврейская община при этом также оказались разделены границами. Экспозиция показывает роль еврейских предпринимателей, таких как Израиль Познаньский, в польской индустриальной революции. Речь идёт и о социальных и о религиозных изменениях. Также в этот период произошел всплеск нового антисемитизма, с которым столкнулись и польские евреи.
- На еврейской улице — экспозиция рассказывает о независимой Польше межвоенного периода, который считают вторым золотым веком для евреев страны. Выставка также освещает еврейские кинематограф, театр и литературу.
- Холокост — галерея о Холокосте, унёсшем жизни примерно 90 % из 3,3-миллионного еврейского населения Польши, о Второй мировой войне, отношении неевреев к творимому геноциду.
- Послевоенные годы — галерея о хронологически последнем периоде истории евреев Польши, который начался в 1945 году. Начинается с упоминания роли Иосифа Сталина в создании независимого еврейского государства Израиль. Большинство из выживших в Холокосте евреев эмигрируют из Польши из-за коммунистического режима. Освещена антисемитская кампания 1968 года. Важной датой является 1989 год — конец советского присутствия в Польше.

Экспозиция была создана командой специалистов из Польши, США и Израиля, а также музейным коллективом под руководством директора — профессора Барбары Киршенблатт-Гимблетт.